# Дзета Персея
Дзета Персея (ζ Персея, Менкиб) — звезда в созвездии Персея. Имя происходит от араб. منكب‎, и по-видимому, означает «плечо». Звезда имеет светимость 2,9m, и может быть легко видна невооружённым глазом. Впрочем, если бы можно было бы устранить эффект затемнения межзвёздной пылью, то звезда светила бы гораздо ярче — 1,79m.
Измерения параллакса помещают звезду на расстояние около 750 световых лет (230 парсек) от Земли.
Дзета Персея — сверхгигант с низкой светимостью, который имеет спектральный класс B1 Ib. Это огромная звезда, по оценкам, имеет радиус в 26-27 раз больше радиуса Солнца и массу в 13-16 раз больше массы Солнца. Она светит почти в 47 000 раз ярче Солнца и излучает эту энергию при эффективной температуре 20 800 К, что придаёт ей сине-белый оттенок звезды В-типа. Спектр звезды показывает аномально высокий уровень углерода. Дзета Персея производит очень сильный звёздный ветер со скоростью больше 0,23×10−6 массы Солнца в год, что эквивалентно массе Солнца каждые 4,3 миллиона лет. Возраст сверхгиганта всего девять миллионов лет и он уже начал умирать — только что завершилось слияние водорода в гелий в его ядре. Его единственная судьба — взорваться как сверхновая.
Дзета Персея имеет компаньона 9-й величины на угловом расстоянии 12,9 угловых секунд. Две звезды имеют одно и то же собственное движение, так что они могут быть физически связаны. Если это так, то они отделены по меньшей мере на 4 000 астрономических единиц. В системе также присутствуют ещё несколько компонент, чьи параметры приведены в таблице, но твёрдых доказательств, что они гравитационно связаны с парой основных звёзд нет, возможно они просто визуальные спутники.
| Название | Год  | Позиционный угол | Угловое расстояние | Видимая звёздная величина 1 компонента | Видимая звёздная величина 2 компонента | Спектральный класс |
| AB       | 1830 | 208°             | 12,6               | 2,85m                                  | 9,16m                                  | B1Ib               |
| AB       | 1968 | -                | 12,8               | 2,85m                                  | 9,16m                                  | B1Ib               |
| AC       | 1860 | 286°             | 32,8               | 2,85m                                  | 11,24m                                 | -                  |
| AD       | 1860 | 198°             | 89,1               | 2,85m                                  | 9,9m                                   | -                  |
| AD       | 1957 | 195°             | 94,2               | 2,85m                                  | 9,9m                                   | -                  |
| AE       | 1860 | 185°             | 120,3              | 2,85m                                  | 9,9m                                   | -                  |
| BC       | 1967 | 350°             | 32,9               | -                                      | -                                      | -                  |
| BD       | 1967 | 194°             | 82,5               | -                                      | -                                      | -                  |

Два компаньона Дзета Персея В и Е, можно обнаружить по гравитационному взаимодействию. Два других компаньона Дзета Персея C и D, по-видимому, только, лишь лежат в пределах прямой видимости. Более яркий компаньон, вращается по своей орбите, по крайней мере, 3 900  а. е. и ему требуется по меньшей мере 50 000 лет, чтобы сделать полный оборот. Тусклый, 10-й величины (9,90m) карлик спектрального класса А (А2) вращается по орбите по меньшей мере 36 000 а. е., ему требуется по меньшей мере 1,5 миллиона лет, чтобы сделать полный оборот по орбите. Но даже с этого расстояния, Дзета Персея A будет светить светом 10 полных лун. Дзета Персея Е почти наверняка будет сорвана внешними гравитационными силами, прежде чем пройдёт немного времени, если этого уже не случилось.
'Дзета Персея является членом ассоциации Персей OB2 (Per OB2), также называемой «ассоциация Дзета Персея». Вся эта движущаяся группа звёзд включает в себя 17 массивных звёзд с высокой светимостью и спектральными классами O или B, что окрашивает их в синие цветовые тона. Все эти звёзды имеют одинаковую траекторию движения в пространстве, по-видимому, они возникли одном и в том же молекулярном облаке, и примерно в то же время.

## В культуре
Друджи, вымышленная раса из компьютерной игры 1992 года Star Control II, чей родной мир — планета, вращающаяся вокруг Дзета Персея.

## Ошибки в атрибуции
Некоторые источники, включая Starry Night (планетарий, программное обеспечение), атласы и веб-сайты приписывают Дзета Персея имя Атик вместо звезды Омикрон Персея.